# میثم میرزایی
میثم میرزائی تالارپشتی (زادهٔ ۱۵ آوریل ۱۹۹۲ تهران) معروف به میثم میرزایی بازیکن بسکتبال اهل ایران است.
وی در مسابقات کشوری و بین‌المللی در مجموع برندهٔ ۱ مدال نقره در جام بسکتبال آسیا ۲۰۱۷ شده‌است.او هم اکنون عضو باشگاه بسکتبال شهرداری گرگان است.

## افتخارات
- جام ملت‌های آسیا
  - قهرمان ۲۰۰۷
  - قهرمان ۲۰۰۹
  - قهرمان ۲۰۱۳
- بازی‌های آسیایی
  - مدال برنز ۲۰۰۶
  - مدال برنز ۲۰۱۰
- بازی‌های کشورهای اسلامی
  - مدال برنز ۲۰۰۵
- بازی‌های غرب آسیا
  - قهرمان عراق ۲۰۱۱
  - مقام سوم ۲۰۱۲
  - قهرمان ۲۰۱۳
  - جام ویلیام جونز
  - قهرمان ۲۰۱۱
  - نایب قهرمان ۲۰۱۲
  - قهرمان ۲۰۱۳
- جام کنفدراسیون بسکتبال آسیا
  - قهرمان ۲۰۱۲
- حضور در مسابقات مهم
  - المپیک ۲۰۰۸
  - جام جهانی ۲۰۱۰
  - جام جهانی ۲۰۱۴ [۳][۴][۵][۶][۷][۸][۹][۱۰][۱۱][۱۲][۱۳][۱۴]